# Kretzschmaria deusta
Kretzschmaria deusta (Hoffm.) P.M.D. Martin è un fungo ascomicete parassita di diverse specie arboree delle angiosperme e principalmente dei generi Acer, Aesculus, Fagus, Tilia e Ulmus. Alla morte dell’ospite il fungo, che come la maggior parte degli ascomiceti lignivori è causa di carie molle, può comportarsi da saprofita. K. deusta è un patogeno particolarmente temibile in ambiente urbano, causando schianti improvvisi in ospiti completamente asintomatici.

## Modalità d'infezione
La diffusione delle spore e dei conidi di K. adusta è veicolata dalla pioggia o da altre forme di aerosol. L'infezione avviene a seguito della germinazione delle spore su ferite nella parte basale del tronco o a livello radicale, con successiva penetrazione delle ife miceliari nei tessuti dell'ospite. In ambiente urbano la diffusione del fungo può essere favorita dalle attività di manutenzione (se non correttamente effettuate),dall'eccessiva compattazione del suolo e da condizioni di stress della pianta. È stata ipotizzata come modalità di diffusione più comune quella del contatto e anastomosi radicale tra alberi infetti ed alberi sani.

## Segni e sintomi dell'infezione
Le piante colpite spesso non presentano sintomi esterni: questi possono essere lievi e di difficile riconoscimento anche quando l’infezione è in stato molto avanzato. Il sintomo più comune è l’aumento della trasparenza della chioma, causato dalla riduzione dell’approvvigionamento radicale. Gli ascomi compaiono a livello del colletto quando la degradazione è già piuttosto estesa, spesso quando la pianta ospite ha superato la soglia di sicurezza: date le loro ridotte dimensioni, non sono facili da individuare e possono sfuggire durante le ispezioni visive degli alberi.
Gli enzimi prodotti da K. deusta degradano la cellulosa, scindendo le singole unità di glucosio e cellobiosio, soltanto alle estremità della catena polisaccaridica. Questo tipo di azione porta alla formazione di piccole cavità nelle pareti cellulari che non compromettono la struttura del legno. Di conseguenza non si hanno rilevanti perdite di resistenza alla penetrazione del legno, né discontinuità di struttura: aspetti valutati durante le analisi strumentali di monitoraggio. La principale conseguenza dell’azione del fungo è una sensibile perdita della resistenza a tensione, caratteristica evidenziabile tramite strumenti d'indagine invasivi come l’elastometro e il frattometro.
La carie causata da K. deusta può estendersi fino a 2 metri da terra ed oltre. A differenza di altri ascomiceti, K. deusta tende ad occupare tutto il cilindro della pianta; è inoltre in grado di invadere l’alburno ed arrivare al cambio, causando estesi cancri.
Studi specifici hanno dimostrato che K. deusta riesce a vivere all’interno dell’alburno delle querce in modo più efficace rispetto ai funghi agenti di carie bianca. Questo dato è significativo dell’adattamento del fungo: le querce infatti riescono a ridurre il tenore di ossigeno ed aumentare il contenuto idrico delle zone circostanti una lesione. Per sopravvivere a queste condizioni, K. deusta forma delle nicchie, riconoscibili perché delimitate da linee nerastre, spesse 1-2 mm, che sono in grado di diminuire il flusso d’acqua. Queste linee, che delimitano le zone dove si concentra il micelio, permettono la diagnosi della malattia.